# Marske-by-the-Sea
Marske-by-the-Sea – wieś w Anglii, w hrabstwie ceremonialnym North Yorkshire, w dystrykcie (unitary authority) Redcar and Cleveland. Leży 71 km na północ od miasta York i 348 km na północ od Londynu.